# Press TV
Press TV（伊朗英語新聞電視台）是一家由伊朗政府运营，針對全世界觀眾播放的24小時英語新聞電視台，总部位於伊朗首都德黑蘭，主要播放最新的新聞，評論與紀錄片等節目，著重報導中東地區的情勢。「Press」一詞意為「新聞」，亦有著新聞所帶來的「輿論」之意。
Press TV通过卫星和網路直播，覆盖全球各地。

## 背景
Press TV於2007年7月2日正式開播，年运营经费为2500亿里亚尔（约合2亿美元），来自于伊朗政府， 其在管理上隶属于伊朗伊斯兰共和国广播电视台。

## 使命与目标
Press TV在其官方网站上自述，使命是：
一、关注世界上一大片常被忽视的声音与视角；
二、拥抱与建立不同文化间相互了解的桥梁；
三、鼓励不同国家、种族及宗教信仰的人群之间相互认识；
四、展现那些经历过政治及文化隔阂的生命力和多样性的人们，他们背后不为人知或被忽视的第一手故事。
2007年Press TV開幕典禮上，伊朗總統艾哈邁迪-內賈德致詞表示：「瞭解事實真相是全人類的權利，但很多西方國家政府通過媒體控制輿論，Press TV的目標就是在國際新聞報導方面與西方國家抗衡。」

## 评价

### 肯定
支持者认为：Press TV对中东乃至全世界进行了深入、客观及有价值的报道。主要赞誉包括：
- 由於身處中東，Press TV能夠更深入的報導中東地區的情勢，而且也能夠以中東國家的觀點來深入來研究整個地區形勢的來龍去脈，特別是在戰火頻仍，新聞報導被嚴密封鎖的伊拉克、巴勒斯坦等地區。

- Press TV在全球各地的特派員，大多並非伊朗人，而是來自於世界各國，這使得他們具備了較客觀的觀點，而且在進行與世界各地的觀眾討論時，能夠更有效地進行互動。

- 美国语言学者Kevin Barrett认为：Press TV像一面镜子，照出了西方世界和犹太复国主义的丑陋，令西方感到恐惧[7]。

### 批评
反对者认为：Press TV是伊朗政府的对外宣传工具，其报道缺乏客观性和准确性。主要指控包括：
- Press TV新闻板块常常充斥着伊朗高官及支持者的声音。即使是邀请的国外人士，其传达的观点也大都与伊朗政府高度一致[8][9][10]。而主要的反对派领导人，如穆萨维和卡鲁比，则在2009年6月的总统大选之后再未上镜[11]。

- 在阿以冲突中偏袒阿方[12]；

- 在叙利亚内战报道中倾向巴沙尔·阿萨德政权[13]。

## 制裁与限制

### 欧洲媒体监管机构的通报与欧盟的放送限制
2012年4月3日，总部位于慕尼黑的媒体监管机构 Bayerische Landeszentrale für neue Medien (BLM) 宣布将取消 SES Astra 卫星上的 Press TV，因为它们没有在欧洲广播的许可。
但是，该频道的法律团队向法院提交了文件，证明 Press TV 可以根据德国法律进行广播。德国的一家行政法院接受了 Press TV 的论点，并开始了法律程序。慕尼黑行政法院于 6月15日星期五宣布该禁令是非法的。  2012年9月，巴伐利亚州高级行政法院确认了监管机构的决定。
2012年11月，香港亞洲衛星總部的伊朗频道将在东亚被停播。伊朗伊斯兰共和国广播電視臺（IRIB）在与其他国家的總部达成交易后，设法恢复了广播。

### 英国的制裁
2011年5月，英國通訊管理局 Ofcom 裁定 Press TV 有严重违反英国广播规则的行为。在2011年11月最终裁定該電視臺处以 100,000 英镑（155,000 美元【以2012年1月的匯率】）的罚款，推翻了最初撤销 Press TV 执照的决定。
2012年1月20日，新闻电视台在英国播出的许可被英国通信管理局撤销，立即生效。
(待补充) 英文維基百科相關内容

### 网站域名被美国司法部抢夺
2021年6月22日，presstv.com 域名被美国司法部没收，关闭了 Press TV 的网站以及其他伊朗媒体的网站。司法部 (DOJ) 声称这些网站是虚假信息来源。 网站上挂有司法部与商务部的徽章。 該電視臺更改了其网站的域名。

## 外部連結
- Press TV（伊朗英語新聞電視台）（页面存档备份，存于）（英語、波斯語）
- 備用域名[1]（英語、波斯語）

1. ↑  www.presstv.ir （页面存档备份，存于） www.presstv.co.uk （页面存档备份，存于） www.presstv.tv （页面存档备份，存于）